# رودی بال
رودی بال (انگلیسی: Rudi Ball, ۲۲ ژوئن ۱۹۱۱ – ۱۹ سپتامبر ۱۹۷۵) بازیکن هاکی روی یخ اهل آلمان بود.